# Liberty belle
Liberty Belle és una pel·lícula dramàtica francesa del 1983 dirigida per Pascal Kané, que també va suposar el debut cinematogràfic de Juliette Binoche. La pel·lícula fou estrenada al 36è Festival Internacional de Cinema de Canes.

## Trama
Alguns estudiants s'enreden amb un grup que s'oposa a la guerra franco-algeriana.

## Repartiment
- Jérôme Zucca com a Julein
- Dominique Laffin com a Elise
- André Dussolier com a Vival
- Philippe Caroit com a Gilles
- Jean-Pierre Kalfon com a Brinon
- Anouk Ferjac com a mare
- Bernard-Pierre Donnadieu com a Yvon
- Maurice Vallier com a censor
- Fred Personne com a Pasteur
- Anne-Laure Meury com a Corinne
- Marcel Ophüls com a professor d'alemany
- Juliette Binoche com a noia a la manifestació
- Luc Béraud com a supervisor

## Recepció
La pel·lícula va causar un escàndol en representar un mac-mahonià com a auxiliar de l'OAS. Amb l'excepció de Michel Mourlet, els Mac-Mahonians no estaven especialment a la dreta.